# Alleghany County (Virginie)
Alleghany County je okres amerického státu Virginie založený v roce 1822. Správním střediskem je městský okres (nezávislé město) Covington. Okres je pojmenovaný podle pohoří Allegheny Mountains, které je součástí Appalačského pohoří.